# Yesterday – Vissza a gyerekkorba
A Yesterday – Vissza a gyerekkorba (おもひでぽろぽろ; Omoide poroporo; angol címén Only Yesterday) 1991-ben bemutatott japán animációs romantikus filmdráma, amelyet Takahata Iszao írt és rendezett és a Studio Ghibli gyártásában készült. A zenéjét Hosi Katz szerezte, a producere Szuzuki Tosio volt. A film főszereplőjét Imai Miki és Honna Jóko szólaltatja meg.
A film részben Okamoto Hotaru és Tone Júko Omoide poroporo című mangáján alapul. A történet főszereplője Okadzsima Taeko, aki a nagyváros zaját otthagyva vidékre utazik, s ezalatt visszaemlékszik tízéves önmagára.
Japánban 1991. július 20-án mutatták be a mozik a Toho forgalmazásában. Az Egyesült Államokban 2016-tól forgalmazza a GKids. Magyarországon a Best Hollywood adta ki DVD-n 2007-ben, a televízióban az M1, az M2 és a Digi Film tűzte műsorára.
A Yesterday a magas számú felnőtt nézőnek köszönhetően jól teljesített a jegypénztáraknál, bemutatásának évében a legjobban jövedelmező japán film volt a szigetországban.

## Cselekmény
1982-ben a 27 éves, hajadon Okadzsima Taeko egész életét Tokióban töltötte, ahol jelenleg egy cégnél dolgozik. Úgy dönt, elutazik vidékre sógora bátyjához, hogy besegítsen a pórsáfrány szüretelésébe és távol legyen a város zajától. Miközben éjszaka egy hálókocsiban robog Jamagata felé, visszaemlékezik 1966-ra, amikor iskolás lányként minden vágya az volt, hogy elmehessen nyaralni, mint az osztálytársai, akiknek Taekóval ellentétben éltek hozzátartozóik a nagyvároson kívül. A vasútállomásra megérkezve meglepetésként éri, hogy sógorának másod unokatestvére, az általa alig ismert Tosio az, aki érte jött. Jamagatában töltött napjai alatt Taekót egyre inkább nosztalgikus és vágyakozó érzések fogják el, ahogy gyerekkori emlékei felelevenednek, miközben felnőtt problémákkal küzd, mint a sikeres karrier és a szerelem megtalálása. Az út elfeledett emlékeket is felszínre hoz, melyek közül nem mind szép emlék: gyerekkori szerelem, serdülőkor, felnőtté válás, bajlódás a matematikával és a fiúkkal. A jelen és a múlt lírai váltakozásával, Taeko csodálattal éli át, hogy gyerekkori álma valóra vált. Ezzel kezdi felismerni, hogy Tosio segített neki az út mentén. Végül Taeko megtalálja igazi önmagát, hogy hogyan látja a világot és az embereket körülötte, s úgy dönt, vidéken marad és nem tér vissza Tokióba, ami azt jelenti, hogy Tosióval egy kapcsolatot kezdtek el.

## Szereplők
| Szereplő                                                | Japán hang                               | Angol hang                                        | Magyar hang                                      |
| ------------------------------------------------------- | ---------------------------------------- | ------------------------------------------------- | ------------------------------------------------ |
| Okadzsima Taeko (岡島 タエ子; Hepburn: Taeko Okajima)   | Imai Miki (felnőtt) Honna Jóko (gyermek) | Daisy Ridley (felnőtt) Alison Fernandez (gyermek) | Kovács Patrícia (felnőtt) Molnár Ilona (gyermek) |
| Tosio (トシオ; Hepburn: Toshio)                         | Janagiba Tosiró                          | Dev Patel                                         | Szabó Máté                                       |
| Tani Cuneko (谷ツネ子; Hepburn: Tsuneko Tani)           | Iizuka Majumi                            | Hope Levy                                         | Bálint Sugárka                                   |
| Okadzsima Jaeko (岡島 ヤエ子; Hepburn: Yaeko Okajima)   | Minova Júki                              | Ashley Eckstein                                   | Wessely-Simonyi Réka                             |
| Okadzsima Nanako (岡島 ナナ子; Hepburn: Nanako Okajima) | Jamasita Jorie                           | Laura Bailey                                      | Mánya Zsófi                                      |
| Taeko édesanyja                                         | Terada Micsie                            | Grey DeLisle                                      | Kocsis Judit                                     |
| Taeko édesapja                                          | Itó Maszahiro                            | Matt Yang King                                    | Juhász György                                    |
| Taeko nagymamája                                        | Kitagava Csie                            | Meda Marshall                                     | Várnagy Katalin                                  |
| Hirota Súdzsi (広田秀二; Hepburn: Shūji Hirota)         | Maszuda Júki                             | Gianella Thielmann                                | Előd Botond                                      |
| főcím, stáblista felolvasása                            | –                                        | –                                                 | Tóth G. Zoltán                                   |
| További magyar hang: Breyer Zoltán                      |                                          |                                                   |                                                  |

## Megvalósítás
Azokat a jeleneteket, amelyek 1966-ban játszódnak a tízéves Taekóval, az eredeti forrásanyagból emelték át. Az epizodikus manga játékfilmmé való átültetésének nehézségei miatt Takahata a keretes elbeszélés módszerét választotta, belefoglalva a felnőtt Taeko utazásának és szerelembe esésének történetébe.
A tipikus japán animációs szereplőábrázolás helyett, a film szereplőit sokkal természetesebb arcmimikával és érzelemkifejezéssel rajzolták meg, és – Taeko gyermekkori eseményeinek kivételével – rendhagyóan először a párbeszédeket rögzítették, majd ahhoz igazítva készítették el az animációt.
A film fő helyszíne a Jamagata prefektúrabeli Jamagata város, de a szereplők több neves helyszínt is meglátogatnak, mint a Zaó hegyi pihenőhely. A filmben feltűnő Takasze és Jamadera állomások a Japán Államvasutak (ma East Japan Railway Company) Szenzan vonalához tartozik, s bár azóta újjáépítették, a táj változatlan maradt.

## Megjelenések

### Japán
Japánban 1991. július 20-án mutatták be a mozik a Toho forgalmazásában. VHS-en és LD-n a Tokuma Japan Communications jelentette meg 1991-ben. 1999. július 2-án a Buena Vista Home Entertainment Japan is megjelentette saját VHS-kiadványát. Mindhárom kiadvány kizárólag japán nyelvű. DVD-n, kétlemezes kiadványban 2003. március 7-én adta ki a Buena Vista japán DD 2.0 hanggal, japán és angol felirattal. Ráadás tartalomként storyboard-rajzok, előzetesek és egy werkfilm is felkerült a második lemezre. BD-n 2012. december 5-én adták ki.

### Észak-Amerika
Az Egyesült Államokban a filmet először 2006-ban vetítette a TCM japán nyelven. Az angol nyelvű észak-amerikai bemutatója 2016. január 1-jén volt New Yorkban, majd az Egyesült Államokban 2016. február 26-tól vetítették országszerte a GKids forgalmazásában. DVD-n és BD-n 2016. július 5-én jelent meg.

### Magyarország
Magyarországon egy tizenkét részes Studio Ghibli-sorozat tagjaként a Best Hollywood adta ki DVD-n 2007. december 14-én. A DVD magyar és japán sztereó szinkron mellett magyar feliratot is tartalmaz, extra tartalomként előzetesek kerültek még a lemezre. Televízióban először az M1 vetítette 2009. február 14-én, majd később az M2 és a Digi Film is műsorára tűzte.

## Filmzene
A Yesterday – Vissza a gyerekkorba zenéjét Hosi Katz szerezte és az Omoide poroporo Original Soundtrack (おもひでぽろぽろ オリジナル・サウンド・トラック; Hepburn: Omoide poroporo Orijinaru Saundo Torakku) filmzenei albumon adta ki a Tokuma Japan Communications 1991. július 25-én. Egy újbóli kiadást is megért 1997. április 5-én. A lemezen 24 dal található, a dalok többsége kelet-európai klasszikus népdal, melyek közül hármat Sebestyén Márta és a Muzsikás együttes ad elő. A filmben többször megszólal Gheorghe Zamfir román zenész nai pánsípja, melyet cimbalom és hegedű kísér, de bolgár, olasz és izraeli népzene is hallható. A film készítői a zenei témák megválasztásával a kelet-európai paraszti életet kívánták párhuzamba állítani a japán vidéki élettel.
| Omoide poroporo Original Soundtrack dallista | Omoide poroporo Original Soundtrack dallista | Omoide poroporo Original Soundtrack dallista | Omoide poroporo Original Soundtrack dallista | Omoide poroporo Original Soundtrack dallista | Omoide poroporo Original Soundtrack dallista | Omoide poroporo Original Soundtrack dallista | Omoide poroporo Original Soundtrack dallista | Omoide poroporo Original Soundtrack dallista | Omoide poroporo Original Soundtrack dallista |
| #                                            | Cím | Hossz                                        |                                              |                                              |                                              |                                              |                                              |                                              |                                              |
| -------------------------------------------- | --- | -------------------------------------------- | -------------------------------------------- | -------------------------------------------- | -------------------------------------------- | -------------------------------------------- | -------------------------------------------- | -------------------------------------------- | -------------------------------------------- |
| 1.                                           | Main Theme (メイン・テーマ; Mein Téma; Hepburn: Mein Tēma) | 1:46                                         |                                              |                                              |                                              |                                              |                                              |                                              |                                              |
| 2.                                           | Jasi no mi (椰子の実; Hepburn: Yashi no mi) | 1:20                                         |                                              |                                              |                                              |                                              |                                              |                                              |                                              |
| 3.                                           | Mayim Mayim (マイム・マイム; Maimu Maimu) (izraeli népdal) | 2:50                                         |                                              |                                              |                                              |                                              |                                              |                                              |                                              |
| 4.                                           | Hosi no flamenco (星のフラメンコ; Hosi no furamenko; Hepburn: Hoshi no furamenko) (zene: Szaigó Teruhiko) | 2:51                                         |                                              |                                              |                                              |                                              |                                              |                                              |                                              |
| 5.                                           | Ohanahan (おはなはん) (1960-as évekbeli televíziós sorozat főcímdala) | 1:25                                         |                                              |                                              |                                              |                                              |                                              |                                              |                                              |
| 6.                                           | Hjokkori hjótandzsima (ひょっこりひょうたん島; Hepburn: Hyokkori hyōtanjima) (televíziós sorozat főcímdala, ének: Maekava Jóko) | 1:04                                         |                                              |                                              |                                              |                                              |                                              |                                              |                                              |
| 7.                                           | Kokekokko no uta (コキコッコのうた) (ének: Fudzsimura Arihiro) | 0:59                                         |                                              |                                              |                                              |                                              |                                              |                                              |                                              |
| 8.                                           | Poor Boy (プア・ボーイ; Pua Bói; Hepburn: Pua Bōi) (ének: Kumakura Kazuo) | 1:39                                         |                                              |                                              |                                              |                                              |                                              |                                              |                                              |
| 9.                                           | Hjokkori hjótandzsima Ending Theme (ひょっこりひょうたん島 エンディング・テーマ; Hjokkori hjótandzsima Endingu Téma; Hepburn: Hyokkori hyōtanjima Endingu Tēma) (televíziós sorozat záródala, zene: Umo Szeiicsiró)                            | 1:10                                         |                                              |                                              |                                              |                                              |                                              |                                              |                                              |
| 10.                                          | Omoide no nagisza (思い出の渚; Hepburn: Omoide no nagisa) (előadó: The Wild Ones) | 0:42                                         |                                              |                                              |                                              |                                              |                                              |                                              |                                              |
| 11.                                          | Tokyo Blues (東京ブルース; Tókjó Burúszu; Hepburn: Tōkyō Burūsu) (ének: Nisida Szacsiko) | 0:30                                         |                                              |                                              |                                              |                                              |                                              |                                              |                                              |
| 12.                                          | Damatte ore ni cuite koi (だまって俺について来い; Hepburn: Damatte ore ni tsuite koi) (ének: Hana Hadzsime és a Crazy Cats) | 0:17                                         |                                              |                                              |                                              |                                              |                                              |                                              |                                              |
| 13.                                          | Szajonara va danszu no nocsi ni (さよならはダンスの後に; Hepburn: Sayonara wa dansu no nochi ni) (ének: Baisó Csieko) | 1:24                                         |                                              |                                              |                                              |                                              |                                              |                                              |                                              |
| 14.                                          | Szuki ni natta hito (好きになった人; Hepburn: Suki ni natta hito) (ének: Mijako Harumi) | 0:37                                         |                                              |                                              |                                              |                                              |                                              |                                              |                                              |
| 15.                                          | Omoide poroporo (おもひでぽろぽろ) | 1:02                                         |                                              |                                              |                                              |                                              |                                              |                                              |                                              |
| 16.                                          | Teremtés (magyar népzene, előadó: Sebestyén Márta és a Muzsikás együttes) | 4:03                                         |                                              |                                              |                                              |                                              |                                              |                                              |                                              |
| 17.                                          | Fúvom az énekem (magyar népzene, előadó: Sebestyén Márta és a Muzsikás együttes) | 2:11                                         |                                              |                                              |                                              |                                              |                                              |                                              |                                              |
| 18.                                          | Hajnali nóta (magyar népzene, előadó: Sebestyén Márta és a Muzsikás együttes) | 2:30                                         |                                              |                                              |                                              |                                              |                                              |                                              |                                              |
| 19.                                          | Frunzulitâ Lemn Adus / Midori no ha va szojogu (緑の葉はそよぐ; Hepburn: Midori no ha wa soyogu) (román népzene, előadó: Gheorghe Zamfir) | 1:32                                         |                                              |                                              |                                              |                                              |                                              |                                              |                                              |
| 20.                                          | Cîntec de Nunta / Kekkon no uta (結婚のうた) (román népzene, előadó: Gheorghe Zamfir) | 2:49                                         |                                              |                                              |                                              |                                              |                                              |                                              |                                              |
| 21.                                          | Stornelli (olasz népzene, előadó: Italie Eternelle) | 3:11                                         |                                              |                                              |                                              |                                              |                                              |                                              |                                              |
| 22.                                          | Ame no benibana-zumi (雨の紅花摘み) | 1:35                                         |                                              |                                              |                                              |                                              |                                              |                                              |                                              |
| 23.                                          | Theme Variation Abe-kun (テーマ・バリエーショオン・あべくん; Téma Bariésoon Abe-kun; Hepburn: Tēma Bariēshoon Abe-kun) | 1:46                                         |                                              |                                              |                                              |                                              |                                              |                                              |                                              |
| 24.                                          | Ai va hana, kimi va szono tane (愛は花・君はその種子; Hepburn: Ai wa hana, kimi wa sono tane) (a film záródala; Amanda McBroom The Rose című dalának japán fordítása; dalszöveg: Takahata Iszao, hangszerelés: Hosi Katz, ének: Mijako Harumi) | 4:00                                         |                                              |                                              |                                              |                                              |                                              |                                              |                                              |
| 44:12                                        | |                                              |                                              |                                              |                                              |                                              |                                              |                                              |                                              |

## Fogadtatás
A Yesterday – Vissza a gyerekkorba 1991 legtöbb bevételét hozó japán film volt a hazai piacon, 1,87 milliárd jen bevételt hozva Japánban. A film nyugaton is pozitív kritikai fogadtatásban részesült. A Rotten Tomatoes filmkritikai oldalon 100%-ban pozitív értékelést kapott és 49 kritika alapján 8,4/10-es átlagpontot állapítottak meg, a kritikai konszenzusban pedig a film Ghibli-rajongók által régóta várt amerikai megjelenését emelik ki, amely hiánypótló és „további bizonyítéka a stúdió minőség iránti következetes elkötelezettségének”. A Metacritic 100-ból 90 pontot adott a filmnek 19 kritika alapján.
Nicolas Rapold, a The New York Times kritikusa pozitív kritikát fogalmazott meg: „Takhata úr mangán alapuló, élesen pszichológiai filmje úgy tűnik, nagyobb benyomást is tesz, ahogy a felnőtt Takeo jobban megérti, hogy mit szeretne, és hogyan akar élni”. Glenn Kenny a RogerEbert.comtól hasonlóan pozitív kritikát fogalmazott meg: „Mint a Kaguya, rendkívül érzékeny és empatikus figyelmet fordít a nők helyzetére a japán társadalomban, de önmagában is egy lélegzetelállító művészmunka.”